# Rimulina
Rimulina es un género de foraminífero bentónico de la subfamilia Lingulininae, de la familia Nodosariidae, de la superfamilia Nodosarioidea, del suborden Lagenina y del orden Lagenida. Su especie-tipo es Rimulina glabra. Su rango cronoestratigráfico abarca el Holoceno.

## Clasificación
Rimulina incluye a las siguientes especies:
- Rimulina glabra